# Ajaz Mutalibov
Ajaz Mutalibov (ázerbájdžánsky Ayaz Niyazi oğlu Mütəllibov; 12. května 1938, Baku – 27. března 2022, Baku) byl ázerbájdžánský politik. V letech 1991–1992 byl prezidentem Ázerbájdžánu.
Byl prvním prezidentem své země po získání nezávislosti a byl i posledním vládcem Ázerbájdžánské sovětské socialistické republiky. V éře socialistického Ázerbájdžánu byl též ministrem lehkého průmyslu, předsedou státní plánovací komise a v letech 1990–1991 generálním tajemníkem Komunistické strany Ázerbájdžánu (v září 1991 ji zrušil). V letech 1992–2012 byl Mütəllibov v exilu v Moskvě. Roku 2003 vstoupil do Ázerbájdžánské sociálnědemokratické strany.